# Euptychia hedemanni
Euptychia hedemanni är en fjärilsart som beskrevs av Felder 1869. Euptychia hedemanni ingår i släktet Euptychia och familjen praktfjärilar. Inga underarter finns listade i Catalogue of Life.